# Fly by Night (canción)
«Fly by Night» —en español: «Volar de noche»— es una canción de la banda canadiense de rock progresivo Rush. Fue escrita por el baterista Neil Peart, mientras que el vocalista y bajista Geddy Lee fue quién compuso la música de ésta. Se encuentra originalmente en el segundo álbum de estudio del mismo nombre, el cual fue publicado en 1975 por Mercury Records. Se lanzó como sencillo en el mismo año por la misma disquera.
Como único sencillo del segundo disco de la banda, «Fly by Night» obtuvo cierto éxito en Canadá, pues llegó al 45.º lugar de la lista de los 100 mejores sencillos del RPM Magazine el 14 de junio de 1975. En EE. UU. «Fly by Night» no consiguió entrar en el Billboard Hot 100.

## Versiones
Este sencillo es diferente según la región donde se lanzó. La versión canadiense y estadounidense contienen el tema «Anthem» en el lado B en tanto que la edición europea enlista la canción «Best I Can».

## En la cultura popular
- Esta canción se puede escuchar durante el capítulo «Wendigo» de la primera temporada de la serie televisiva Supernatural.[6]
- También aparece en la serie Degrassi High, en el episodio «Home Sweet Home».[7]
- Un comercial de televisión del automóvil Volkswagen Passat que fue transmitido en 2012 contiene este tema.[8]
- El juego de vídeo Rock Band 3 enlistó esta melodía; además desde diciembre de 2011 se permite descargar «Fly by Night» del mismo.[9]

## Lista de canciones

### Versión canadiense y estadounidense
| Lado A |                |                        |          |  |
| N.º    | Título         | Escritor(es)           | Duración |  |
| 1.     | «Fly by Night» | Geddy Lee / Neil Peart | 3:20     |  |

| Lado B |          |              |          |  |
| N.º    | Título   | Escritor(es) | Duración |  |
| 2.     | «Anthem» | Geddy Lee    | 4:10     |  |

### Versión europea
| Lado A |                |              |          |  |
| N.º    | Título         | Escritor(es) | Duración |  |
| 1.     | «Fly by Night» | Lee / Peart  | 3:20     |  |

| Lado B |              |              |          |  |
| N.º    | Título       | Escritor(es) | Duración |  |
| 2.     | «Best I Can» | Geddy Lee    | 3:25     |  |

## Créditos
- Geddy Lee — voz y bajo
- Alex Lifeson — guitarra
- Neil Peart — batería y percusiones

## Listas
| Año  | País   | Lista                        | Posición máxima |
| ---- | ------ | ---------------------------- | --------------- |
| 1975 | Canadá | RPM Magazine Top 100 Singles | 45.º            |